# Plechotice
Plechotice (bis 1927 slowakisch „Plechovčice“; ungarisch Pelejte) ist eine Gemeinde im Osten der Slowakei mit 727 Einwohnern (Stand 31. Dezember 2024), die zum Okres Trebišov, einem Kreis des Košický kraj, gehört. Sie ist Teil der traditionellen Landschaft Zemplín.

## Geographie
Die Gemeinde befindet sich im westlichen Teil des Ostslowakischen Tieflands, im Einzugsgebiet der Ondava. Das Ortszentrum liegt auf einer Höhe von 142 m n.m. und ist acht Kilometer von Trebišov sowie 10 Kilometer von Sečovce entfernt.
Nachbargemeinden sind Veľké Ozorovce im Nordwesten und Norden, Nový Ruskov im Nordosten und Osten, Trebišov im Osten, Čeľovce im Süden sowie Egreš und Zemplínska Teplica im Westen.

## Geschichte
Plechotice wurde zum ersten Mal 1332 als Poloste beziehungsweise Pellechte schriftlich erwähnt, weitere historische Bezeichnungen sind unter anderen Pelezte (1342), Pelehtha (1347), Pelechte beziehungsweise Pelekthe (1447), Plechoczicze (1786) und Plechocyce beziehungsweise Plechotice (1808). Zuerst war das Dorf Gut des ortsansässigen Landadels, ab dem 16. Jahrhundert hatte es mehrere Gutsherren, im frühen 17. Jahrhundert lag es in der Herrschaft von Trebišov.
1601 gab es 17 verlassene und vier bewohnte, 1715 24 verlassene und acht bewohnte Haushalte. 1787 hatte die Ortschaft 70 Häuser und 620 Einwohner, 1828 zählte man 97 Häuser und 704 Einwohner, die als Landwirte tätig waren. Die Bevölkerung nahm am Ostslowakischen Bauernaufstand von 1831 teil. Von 1900 bis 1910 wanderten viele Einwohner aus.
Bis 1918/1919 gehörte der im Komitat Semplin liegende Ort zum Königreich Ungarn und kam danach zur Tschechoslowakei beziehungsweise heutigen Slowakei. 

## Bevölkerung
| Jahr                | 1994 | 2004    | 2014    | 2024    |
| ------------------- | ---- | ------- | ------- | ------- |
| Anzahl der Personen | 752  | 781     | 788     | 727     |
| Unterschied         |      | +3,85 % | +0,89 % | −7,74 % |

| Jahr                | 2023 | 2024    |
| ------------------- | ---- | ------- |
| Anzahl der Personen | 728  | 727     |
| Unterschied         |      | −0,13 % |

Nach der Volkszählung 2011 wohnten in Plechotice 795 Einwohner, davon 764 Slowaken, drei Roma und ein Magyare. 27 Einwohner machten keine Angabe zur Ethnie.
580 Einwohner bekannten sich zur römisch-katholischen Kirche, 119 Einwohner zur griechisch-katholischen Kirche, 22 Einwohner zu den Zeugen Jehovas, acht Einwohner zur reformierten Kirche, fünf Einwohner zur Evangelischen Kirche A. B. und ein Einwohner zu den Siebenten-Tags-Adventisten. Sieben Einwohner bekannten sich zu einer anderen Konfession, vier Einwohner waren konfessionslos und bei 49 Einwohnern wurde die Konfession nicht ermittelt.

## Bauwerke und Denkmäler
- römisch-katholische Dreifaltigkeitskirche im klassizistischen Stil aus dem Jahr 1771[6]

## Verkehr
Durch Plechotice führt die Cesta III. triedy 3676 („Straße 3. Ordnung“) von Čeľovce nach Trebišov, im Ort zweigt die Cesta III. triedy 3655 nach Sečovce ab. Der nächste Bahnanschluss ist die Haltestelle Čeľovce an der Bahnstrecke Trebišov–Slivník.